# Сент Луис бомберси
Сент Луис бомберси су били кошаркашки клуб из Сент Луис, Мисурија, и били су део Кошаркашке асоцијације Америке (БАА, 1946–1949), а касније Националне кошаркаше асоцијације (НБА, 1949–1950).

## Историја франшизе
На зачетку, Сент Луис бомберси су постали део Кошаркашке асоцијације Америке (БАА) 1946. године.
Након што се БАА спојила са Националном кошаркашком лигом (НБЛ), 1949. године стварају Националну кошаркашку асоцијацију (НБА), док бомберси званично прелазе у новонасталу лигу.
Бомберси су један од седам тимова који је врло брзо напустио НБА: Андерсон пекерси, Шебојган редскинси и Ватерло хокси су одмах после прве сезоне (1949–50) прешли у другу лигу (НПБЛ), док су Чикаго стегси, Денвер нагетси и Сент Луис бомберси угашени. Лига је тиме спала са 17 клубова на само 11 пре почетка друге сезоне (1950–51). Вашингтон кепитолси су угашени у току исте сезоне, тако да је укупан број клубова у НБА тада био само 10.
НБА се 1955. године вратион у Сент Луис, након што су Милвоки хокси постали Сент Луис хокси. Ед Меколи је поново завршио у Сент Луису и играо је кључну улогу у шампионату НБА 1958. године, док би Бил Расел сада прешао у Бостон селтиксе.

## Арена
Сент Луис бомберси су играли у Сент Луис арени. Ова арена је 1999. године срушена.

## Знамените личности клуба

### Играчи
- Џон Абрамовић
- Хершел Балтимор
- Џон Бар
- Обри Дејвис
- Боб Дол
- Колби Гантер
- Фред Џејкобс
- Џони Логан
- Ед Меколи
- Бил Милер
- Џорџ Монро

### Тренери
- Грејди Луис
- Кен Лофлер

### Чланови кошаркашке Куће славних
- Ед Меколи (примљен 1960. године, играч)[3]
- Кен Лофлер (примљен 1964. године, тренер)[4]

## Резултати по сезонама
| Сезона  | Лига | Дивизија | Пласман       | Резултат | Плеј-офови                                    |
| ------- | ---- | -------- | ------------- | -------- | --------------------------------------------- |
| 1946–47 | БАА  | Западна  | Друго место   | 38–23    | Изгубили у првој рунди (вориорси) 1–2         |
| 1947–48 | БАА  | Западна  | Прво место    | 29–19    | Изгубили у БАА полу-финалу (вориорси) 3–4     |
| 1948–49 | БАА  | Западна  | Четврто место | 29–31    | Изгубили у полу-финалу дивизије (ројалси) 0–2 |
| 1949–50 | НБА  | Западна  | Пето место    | 26–42    | Нису се квалификовали                         |

## Драфт
| Година | Лига | Играч          | Универзитет/колеџ      |
| ------ | ---- | -------------- | ---------------------- |
| 1949   | БАА  | Ед Меколи      | Сент Луис              |
| 1949   | БАА  | Џони Ор        | Белоит                 |
| 1949   | БАА  | Ерл Дод        | Труман Стејт           |
| 1949   | БАА  | Џон Причард    | Дрејк                  |
| 1949   | БАА  | Џо Крандал     | Орегон Стејт           |
| 1949   | БАА  | Џек Дејвидсон  | Станфорд               |
| 1949   | БАА  | Боб Ретерфорд  | Небраска               |
| 1949   | БАА  | Марв Шацман    | Сент Луис              |
| 1949   | БАА  | Еди Вен        | Северозападна Оклахома |
| 1949   | БАА  | Престон Ворд   | Мисури Стејт           |
| 1948   | БАА  | Роберт Гејл    | Корнел                 |
| 1948   | БАА  | Џек Бурмастер  | Илиноис                |
| 1948   | БАА  | Гордон Флик    | Дрејк                  |
| 1948   | БАА  | Џон Хопин      | Дикинсон               |
| 1948   | БАА  | Ден Лондон     | Сент Луис              |
| 1948   | БАА  | Д. Милер       | Сент Луис              |
| 1948   | БАА  | Изи Парам      | Тексас Веслвен         |
| 1948   | БАА  | Д.Ц.Вилкат     | Сент Луис              |
| 1947   | БАА  | Џек Андермен   | Охајо                  |
| 1947   | БАА  | Џек Кнопф      | Луисвил                |
| 1947   | БАА  | Боб Курленд    | Оклахома Стејт         |
| 1947   | БАА  | Пол Наполитано | Сан Франциско          |
| 1947   | БАА  | Џим Полард     | Станфорд               |
| 1947   | Баа  | Бил Страниган  | Вајоминг               |
| 1947   | БАА  | Херб Вилкинсон | Ајова                  |